# Franz Mattenklott
Franz Mattenklott, nemški general, * 19. november 1884, † 28. junij 1954.